# Serse
Serse (ook wel Xerse, Xerses of Xerxes) is een opera met een libretto van Nicolo Minato, voor het eerst opgevoerd met muziek van Francesco Cavalli op 12 januari 1654 in het Venetiaanse Teatro dei SS. Giovanni e Paolo.
Op hetzelfde, enigszins gewijzigde, libretto componeerde Georg Friedrich Händel zijn gelijknamige opera, voor het eerst opgevoerd in het King's Theatre aan de Londense Haymarket, op 15 april 1738. In deze opera komt het bekende largo Ombra mai fu voor.
Serse is de Italiaanse naam van de Perzische koning Xerxes.